# Didon (Mantegna)
Pour les articles homonymes, voir Didon (homonymie).
Didon  est une peinture  d'Andrea Mantegna datant de la fin de sa vie (1495-1500), conservée au musée des beaux-arts de Montréal (Québec).

## Histoire
Mantegna, devenu  peintre de la cour des Gonzague à Mantoue, peignit des tableaux à sujets inspirés de la culture classique et antique pour être installés dans le studiolo d'Isabelle d'Este.
Le tableau faisait partie de la Collection Gonzague, puis du fonds John W. Tempest, avant d'entrer  par son legs en 1892 dans la collection Art international ancien et moderne du MBAM, maintenant installé dans le pavillon Jean-Noël Desmarais au niveau 4.

## Iconographie
Le mythe de Didon, fondatrice de Carthage, fut repris dans  l’Énéide par le poète latin Virgile. Traditionnellement l'héroïne est représentée une épée à la main tenant de l'autre l'urne cinéraire contenant les cendres de son mari Sychée tué par Pygmalion, frère de Didon ; le meurtre révélé en songe par son mari à Didon, l'incite à l'exil dans lequel elle fonda Carthage.

## Description
L'œuvre est réalisée en grisaille sur un support en toile de lin, avec un rendu illusionniste de sculpture (expliqué en partie par la difficulté d'approvisionnement de marbre à la cour de Mantoue) appuyé par l'usage de l'or pour un rendu de bronze doré.
Didon est représentée debout tenant ses attributs mythologiques, couronne de reine, épée et urne cinéraire.
Le fond affiche des monceaux de branches, de poutres, de morceaux de bois destinés à alimenter son bûcher.

## Analyse
Cette œuvre dont le fond est figuratif fait partie d'une série de peintures  similaires (même technique) mais à fond de marbre chiqueté (simulation par la peinture de marbres colorés) :
- Judith avec la tête d'Holopherne du même musée

Et une  déclinaison sur panneaux de bois en tempera à l'œuf (sur fond de marbre chiqueté) pour :
- Tuccia, vestale romaine avec son tamis, National Gallery, Londres ;
- Sophonisbe, noble carthaginoise, National Gallery, Londres.

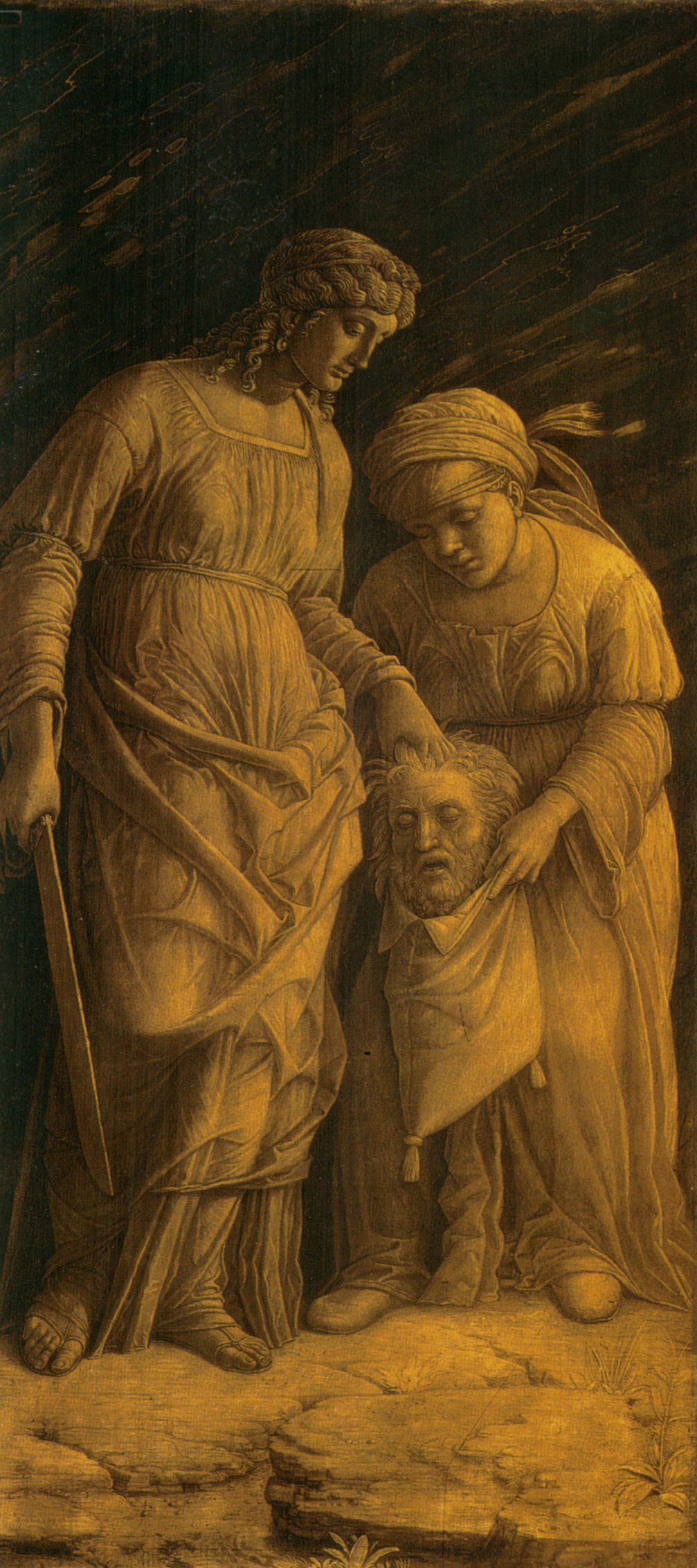
Judith.
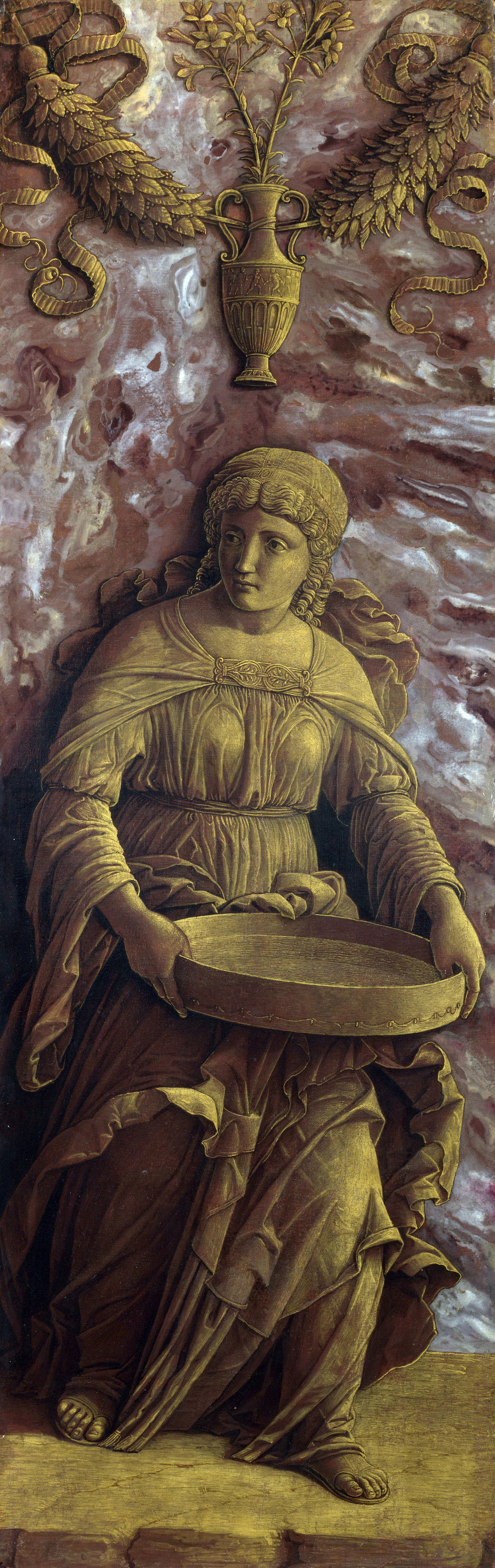
Tuccia.
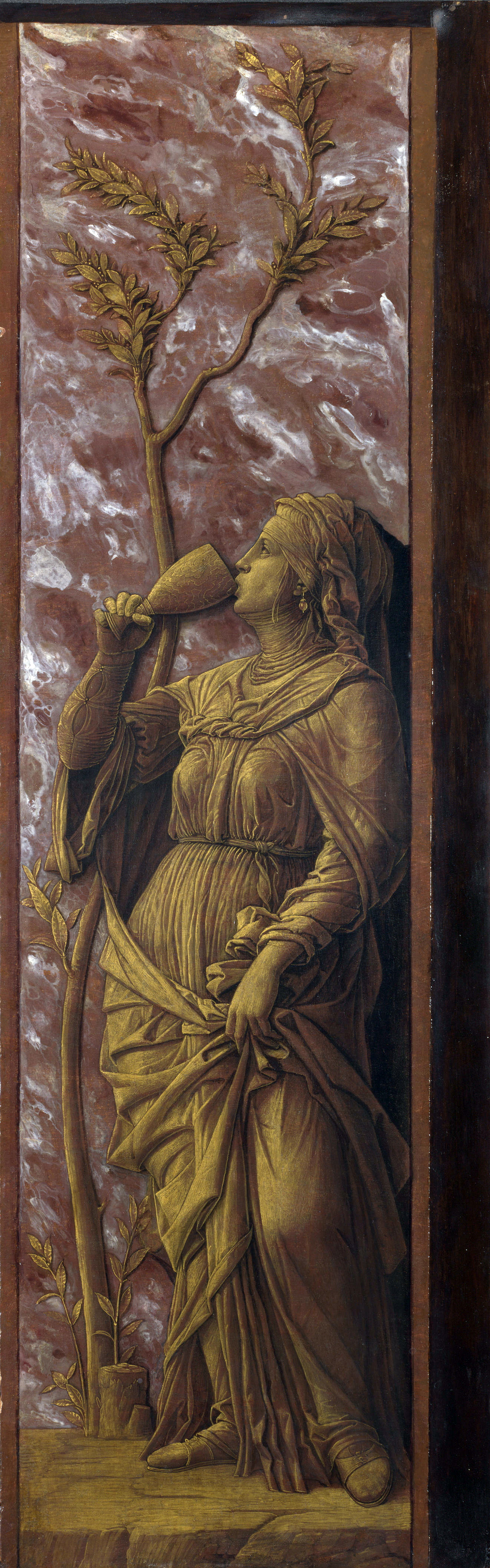
Sophonisbe.